# Cormery
Cormery – miejscowość i gmina we Francji, w Regionie Centralnym, w departamencie Indre i Loara.
Według danych na rok 1990 gminę zamieszkiwały 1323 osoby, a gęstość zaludnienia wynosiła 218 osób/km² (wśród 1842 gmin Regionu Centralnego Cormery plasuje się na 300. miejscu pod względem liczby ludności, natomiast pod względem powierzchni na miejscu 1324.).